# Historia del lesbianismo en Chile
La historia del lesbianismo en Chile tiene sus primeras manifestaciones durante la presencia de pueblos precolombinos.

## Época precolombina
El Imperio inca, que dominó la mitad norte de Chile, tenía a la homosexualidad asociada a conceptos de carácter religioso y sagrado, siendo practicada normalmente —incluso, las relaciones lésbicas eran bien vistas—; sin embargo, otras fuentes señalan castigos en contra de los homosexuales.
En el pueblo rapanui, ubicado en la isla homónima en el Pacífico Sur, se ha descrito que las relaciones sexuales lésbicas eran toleradas y aceptadas.

## SigloXIX
Pese a que el Código Penal de Chile, promulgado en 1875, consideraba en su artículo 365 a la sodomía como un delito sin realizar distinción entre los géneros masculino y femenino, no hay casos conocidos de mujeres condenadas en Chile por realizar prácticas homosexuales. Para el historiador Leonardo Fernández, este hecho «más que obedecer a un desprecio por la mujer en tanto sujeto, lo es, porque estas relaciones no ponen en peligro el elemento dominante en la sociedad, no ofende lo masculino».
En 1886 el periódico satírico El Padre Padilla hacía mención de las congregaciones religiosas como uno de los lugares en los cuales se desarrollaban relaciones lésbicas debido al enclaustramiento de las monjas:

Las verdaderas causas del incremento del mariconismo entre nosotros son las siguientes: la confesion i los internados, i entre estos, mui principalmente los seminarios, que son semilleros de maricones. Entiéndase que al hablar de confesion, no me refiero a la que hacen las mujeres, porque de ella resultan huachos, i nó maricas. Pero de los internados de monjas, cleriguitos i seglares, salen la mayor parte de los fabricantes de roscas y tortillas. I ello se esplica. Entre cien muchachas, entre las cuales no hai un muchacho ni para remedio, las pobrecillas se dicen: «Con lo que hai nos vamos»; i, a falta de carne, le atracan al pescado. Acabad con todos los internados i acabareis con el mariconismo, I tendreis una nacion de hombres mui hombres…
Juan Rafael Allende, «El mariconismo en Chile». El Padre Padilla, Santiago de Chile, 13 de marzo de 1886

Diez años después de las menciones hechas por Allende, en 1896 el médico Federico Puga Borne señalaba en su Compendio de medicina legal que "el amor lésbico" no debía considerarse como sodomía, "pero sí como abusos deshonestos".

## SigloXX

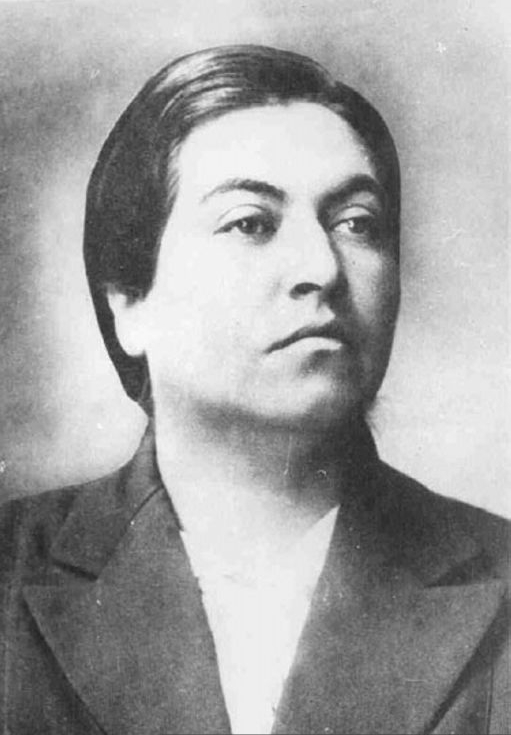
Gabriela Mistral.

En 1935, Joaquín Edwards Bello describió en La chica del Crillón a un personaje lésbico, tema que fue pocas veces mencionado. Gabriela Mistral reflejó en sus cartas el dolor de no poder vivir sus relaciones personales, que en el caso de la ganadora del Premio Nobel de Literatura se reforzaba asociando su lesbianismo a su carácter feminista. La sexualidad de Mistral generó múltiples debates respecto a su sexualidad durante varias décadas, solamente tras su muerte y la publicación de algunas de sus cartas en 2009 se conoció más sobre la vida privada de Mistral.
En los años 1960 el proceso de represión estatal hacia las lesbianas ocurría de la misma manera que con los hombres gays. En la misma época la prensa sensacionalista describía algunos de los puntos de encuentro para lesbianas en Santiago, entre los que se mencionaban el Jardín Japonés del cerro Santa Lucía y los hoteles "River Plate" (situado en la calle Carmen) y "México" (en la calle Bascuñán Guerrero), estos últimos también destinados a albergar hombres homosexuales.

### Primeras organizaciones

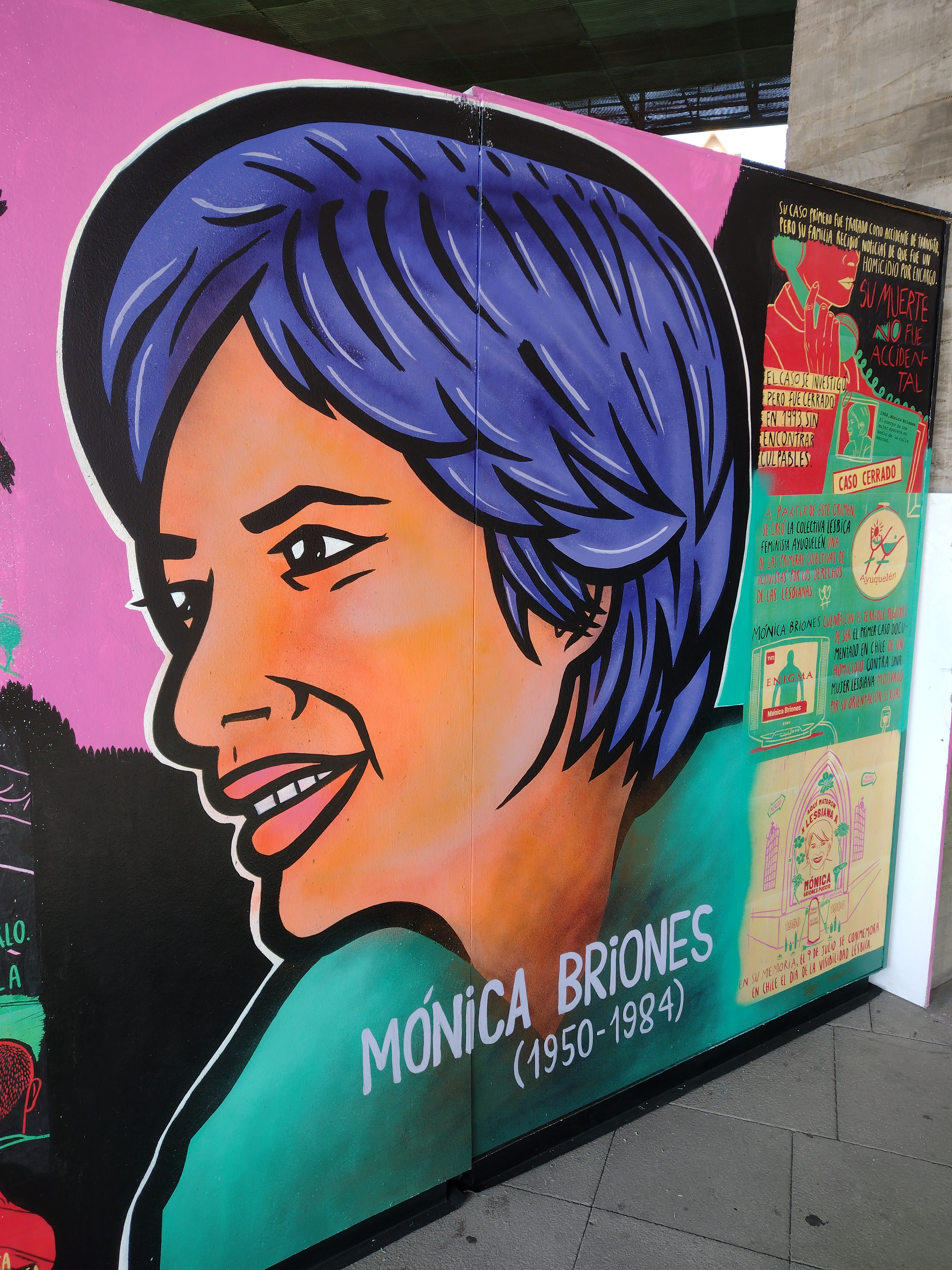
Mónica Briones, artista lesbiana asesinada en 1984.

El año 1983 vio el nacimiento de la Colectiva Lésbica Ayuquelén (pretendiendo significar «la alegría de ser»  en mapudungun), el primer grupo lésbico feminista nacional. Aunque su nacimiento se originó luego de la visita de algunas feministas chilenas a la segunda Reunión de Feministas de América Latina y el Caribe realizada en Perú el año anterior, el punto de inflexión fue el asesinato de la escultora y artista Mónica Briones en 1984. Según la investigación realizada por Érika Montecinos, periodista y activista lésbica, Mónica Briones fue asesinada en la intersección de las calles Irene Morales con Merced luego que un individuo "con pinta de militar" la atacó a golpes hasta desangrarla, según relató la único testigo, Glorial del Villar, amiga de la víctima.
Ayuquelén estuvo desde sus inicios ligada al movimiento feminista, aunque sus relaciones fueron difíciles, pues temían una identificación conjunta de ambos movimientos; en esa época también entraron en contacto con grupos internacionales como el ILIS y el ILGA. En Concepción, en tanto, surgió el Colectivo SER hacia fines de la década de los años 1980 y del cual nació también Lesbianas en Acción (LEA). En marzo de 1994 nació la Coordinadora Lésbica y en 2002 la revista digital e impresa lesbofeminista Rompiendo el Silencio, convertida en agrupación en 2014.

## SigloXXI

### Representación en medios
En los primeros años de los años 2000, nacen además los primeros sitios digitales para lesbianas en Chile. Uno de ellos fue la revista digital de cultura lesbiana Rompiendo el Silencio fundado por la periodista Erika Montecinos Urrea. Posteriormente, el año 2008 esta revista logra imprimirse y venderse en quioscos a lo largo de todo Chile, cuya última edición fue impresa en el año 2010. Desde febrero de 2014, el grupo que organizaba la publicación de la revista se convierte en la Agrupación Lésbica Rompiendo el silencio siendo una de las principales organizaciones en la actualidad que lucha por los derechos humanos y la visibilidad de las mujeres lesbianas y bisexuales. Algunos de sus logros son haber incorporado en el plan de acción de violencia hacía las mujeres 2014-2015 la violencia contra las mujeres por su orientación sexual, la instauración local del Día de la Visibilidad Lésbica y haber presentado en conjunto con otras organizaciones lesbofeministas (Visibles, Corporación Humanas, Familia es Familia), el proyecto de ley de derechos de filiación para hijos de parejas del mismo sexo.
La teleserie nocturna Ídolos de TVN, emitida entre 2004 y 2005, presentó la primera relación lésbica explícita entre los personajes encarnados por las actrices Liliana García y Alejandra Vega; dicha trama sufrió censura por parte del canal y en el capítulo final el personaje de García huía de Chile para vivir su amor lésbico. En 2008 la telenovela El señor de La Querencia, del mismo canal, presentó a la primera pareja lésbica estable, interpretada por las actrices Lorena Bosch y Begoña Basauri.

### Avances políticos y sociales

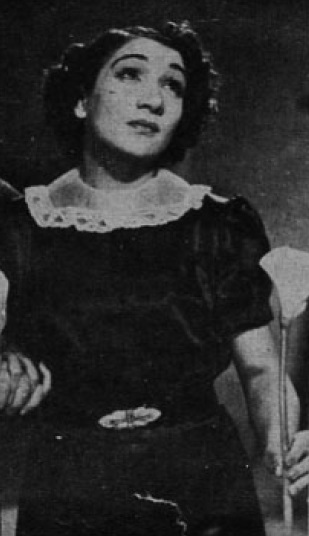
Ana González.

El 8 de mayo de 2014 la revista Caras publicó un reportaje en el que revelaba que tras quedar viuda, la actriz Ana González tuvo una relación lésbica de más de cuatro décadas con Luz María Sotomayor, quien se convirtió en guardiana de su patrimonio. Al año siguiente, el 9 de julio se establece como el Día de la Visibilidad Lésbica, que conmemora el aniversario del asesinato de Mónica Briones.
En enero de 2016 la agrupación Rompiendo el Silencio realizó la encuesta «Ser lesbiana en Chile», que entre sus resultados reveló que los espacios familiares son en los que se manifiesta más angustia o violencia para las lesbianas. Entre mayo y junio de 2019 se realizó una nueva versión del estudio, en el cual se indicó que el 17,2% de las mujeres encuestadas preferían omitir llamarse «lesbianas», que alrededor del 70% ha sufrido alguna situación de acoso y que entre las encuestadas que tenían hijos, el 18% los obtuvo mediante fertilización asistida y el 70% mediante sus relaciones heterosexuales anteriores.
En las elecciones municipales de mayo de 2021 fue elegida por primera vez una alcaldesa abiertamente lesbiana: Lorena Olavarría en Melipilla. Posteriormente, en las elecciones parlamentarias del 21 de noviembre del mismo fue elegida por primera vez una diputada lesbiana (Marcela Riquelme).
Como recuerdo al homicidio de Mónica Briones y como forma de rescatar la memoria histórica de la diversidad sexual durante la dictadura militar, el 9 de julio de 2022 fue inaugurado en el Museo de la Memoria y los Derechos Humanos el «Fondo Mónica Briones».

### Casos de lesbofobia
Diversos casos de lesbofobia han aparecido en el país durante los últimos años, siendo uno de los más conocidos el de la jueza Karen Atala, quien perdió la custodia de sus hijos en 2003 por convivir con su pareja lésbica. El caso fue debatido en la Comisión Interamericana de Derechos Humanos debido a la discriminación manifestada por su orientación sexual y la sentencia fue entregada el 24 de febrero de 2012 condenando al Estado chileno por discriminación.
El 2 de agosto de 2017 Anna Cook, DJ y lesbiana, falleció en su departamento en la comuna de Providencia. La investigación sobre su muerte generó dudas sobre las incongruencias encontradas.